# دهستان کنار رود
دهستان کنار رود یکی از دهستان‌های شهرستان طالقان در استان البرز ایران است. این دهستان در بخش بالاطالقان قرار دارد و براساس سرشماری مرکز آمار ایران در سال ۱۳۹۰، جمعیت آن ۷۶۲۲ نفر (در ۲۵۹۶ خانوار) بوده‌است.